# Concerto pour piano no 2 de Henze
Pour un article plus général, voir Concerto pour piano.
Pour les articles homonymes, voir Concerto pour piano (homonymie).
Le Concerto no 2 pour piano et orchestre est un concerto de Hans Werner Henze. Composé en 1967, ce concerto engagé qui n'est pas selon l′auteur un « paradis artistique » fut créé à Bielefeld en 1967.

## Analyse de l'’œuvre
1. Moderato
2. Vivace
3. Marcia funebre